# Розалі Фугельберг
Розалі Інгеборг Кароліна Фугельберг (швед. Rosalie Ingeborg Karolina Fougelberg; нар. 29 грудня 1841 - пом. 8 травня 1911) — перша жінка-стоматолог у Швеції після того, як ця професія була відкрита для жінок.

## Біографія
Вона була дочкою стоматолога Королівського суду Швеції та помічницею батька. У 1861 році професія стоматолога була законно відкрита для жінок. Фугельберг двічі намагалась отримати сертифікат стоматолога; вдруге її схвалили медичні експерти, але не представник стоматології. Під час її третьої спроби в 1866 р. експертизу контролювала преса. Її все ще відмовив Collegium Medicum, але завдяки монарху Карлу XV отримала королівський розподіл. Таким чином, вона стала першою жінкою-стоматологом з тих пір, як ця професія була відкрита для жінок: Амалія Ассур раніше мала ліцензію, але їй дали спеціальний дозвіл до того, як ця професія була офіційно відкрита для жінок. Фугельберг була особистим стоматологом королеви Нідерландської Луїзи з 1867 до 1871 рр., а згодом працювала у Стокгольмі (1867–1879) та Вестерйотланді (1883–1893). Вона вийшла заміж за морського капітана і місіонера Торелла та емігрувала до Александрії в Єгипет.